# Blanques paral·leles baixistes
Línies blanques paral·leles baixistes (en anglès: Bearish Side-by-Side White Lines) és un patró d'espelmes japoneses que indica continuïtat de la tendència baixista.

## Criteri de reconeixement
1. La tendència prèvia és baixista
2. Es forma una primera espelma negra
3. L'endemà s'obre amb gap baixista
4. Però es forma una espelma blanca
5. El darrer dia s'obre a la baixa obrint al mateix preu que l'anterior (o inclús menys), però finalment es torna a tancar a l'alça (espelma blanca) tancant al mateix preu que l'anterior (igual cos), havent format un nou low

## Explicació
Línies blanques paral·leles baixistes és un patró que apareix enmig d'una tendència baixista. L'aparició del gap baixista sembla confirmar-ho, però l'espelma blanca el posa en dubte. L'endemà s'obre a la baixa, al mateix preu que l'anterior o inclús per dessota, però novament els preus tornen a pujar, tancant al mateix preu que l'anterior, tot i haver formant un nou mínim. Aquesta tercera espelma blanca és un mostra més que malgrat que la pressió compradora ha aflorat, els bulls són incapaços de dur el preu cap amunt i els bears tornen a prendre el control de la negociació.

## Factors importants
És important comprovar que no es produeixen augments significatius del volum en les espelmes blanques. Els preus d'obertura i de tancament han de ser o igual, o molt propers, i s'ha de formar un nou low. És imprescindible que el gap baixista format no sigui omplert en cap moment, de manera que actua com a poderosa resistència. Malgrat que la força dels bears per controlar els embats dels bulls és evident, se suggereix esperar confirmació l'endemà en forma d'espelma negra amb tancament inferior o gap baixista.